# 昂格勒
昂格勒（法語：Angles，法語發音：[ɑ̃ɡl]）是法国旺代省的一个市镇，属于莱萨布勒多洛讷区

## 地名
该地在中文谷歌地图中显示的中文名为“昂格莱斯”，此为中文谷歌地图误用了名称拼写相近的另一个市镇昂格莱斯（Anglès）的中文名。

## 地理
昂格勒（46°24'31"N, 1°24'12"W）面积34.27 平方千米，位于法国卢瓦尔河地区大区旺代省，该省份为法国西部沿海省份，北起大西洋卢瓦尔省和曼恩-卢瓦尔省，西临大西洋，南至滨海夏朗德省，东部及东南部与德塞夫勒省接壤。
与昂格勒接壤的市镇（或旧市镇、城区）包括：格吕、拉容谢尔、滨海隆日维尔、滨海圣伯努瓦、滨海拉特朗什。
昂格勒的时区为UTC+01:00、UTC+02:00（夏令时）。

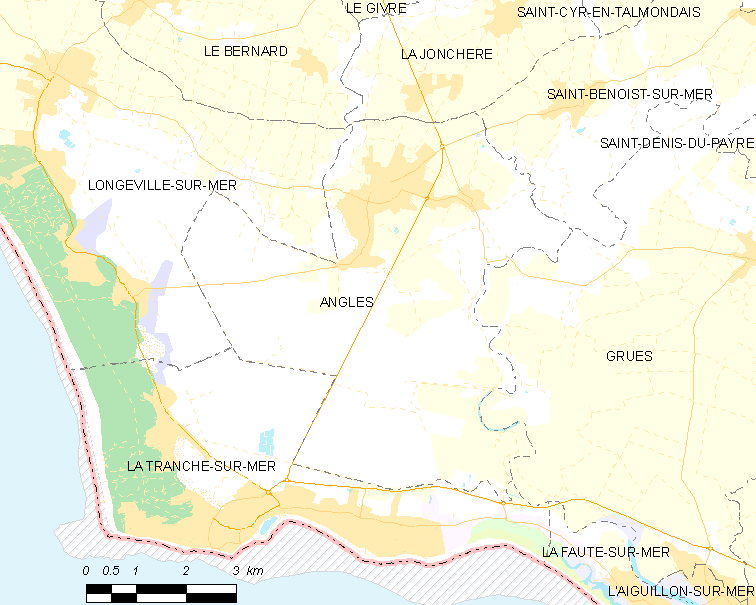
昂格勒的OSM定位图

## 行政
昂格勒的邮政编码为85750，INSEE市镇编码为85004。

## 政治
昂格勒所属的省级选区为莱河畔马勒伊-迪赛县。

## 人口

1962-2008年间昂格勒人口变化图示

昂格勒于2022年1月1日时的人口数量为2966人。